# 조슈아 고메즈
조슈아 고메즈(Joshua Gomez, 1975년 11월 30일 ~ )는 미국의 배우이자 성우이다.

## 출연 작품
- 위크 (2015)
- CHUCK 시즌5 (2011)
- 척 (2007)
- 인베이젼 (2005)
- 카슨 데일리 쇼 (2002)
- 위드아웃 어 트레이스 1 (2002)